# Tatum (Novo México)
Tatum é uma cidade  localizada no estado americano de Novo México, no Condado de Lea.

## Demografia
Segundo o censo americano de 2000, a sua população era de 683 habitantes.
Em 2006, foi estimada uma população de 715, um aumento de 32 (4.7%).

## Geografia
De acordo com o United States Census Bureau tem uma área de 3,1 km², dos quais 3,1 km² cobertos por terra e 0,0 km² cobertos por água.

## Localidades na vizinhança
O diagrama seguinte representa as localidades num raio de 64 km ao redor de Tatum.